# 장순규
장순규(張淳揆, 1986년 4월 11일 ~ )는 대한민국의 교수이자 디자이너이다.
계명대학교 미술대학 시각디자인전공 교수이다. 단국대학교 예술조형학부 시각디자인과, 홍익대학교 인터랙션디자인 석사, 시각디자인학 박사를 졸업했다. 삼성전자 디자인경영센터에서 UX/UI 디자이너로 근무했다. 2012년 대한민국인재상 대통령상을 수상하였다. 국내외의 디자인 어워드에서 40여 차례 수상을 한 바 있으며, 세계 3대 디자인 어워드를 석권하였다. 여기에는 2010년 미국의 그래픽디자인 어워드 ADAA(Adobe Design Achievement Award)의 일러스트레이션 부문 대상(Winner), 독일 레드닷 커뮤니케이션 디자인 어워드에서 대상(Best of Best), 미국 ADC(Art Directors Club)에서 금상(Gold Prize), 글로벌 디자인 페스티벌 컷 앤 페이스트(Cut & Paste)의 서울지역 2010년 우승, 2011년 준우승, 재활기구디자인 공모전에서 복지문화부장관상을 수상하였다. 2015년 윤디자인 갤러리에서 개인전을 가졌으며, 2011년 한일 크리에이터 합동전시회 이때다(Etteda)에서 서울의 이앙갤러리와 일본의 도쿄 디자인센터에서 전시를 가졌었다. 대표 저서로 <크리에이티브 아트웍 3>의 대표 저자로 집필하였다. 2010년 MBN에서 방영한 스타 디자이너 발굴을 위한 디자인 서바이벌 디 워 (D-War)에 1~4부에 출연하였다.
- RADAR music video, Winner, 2007
- Adobe design award, Print communication semi finalist, 2008
- Adobe design award, Print communication semi finalist, 2008
- Adobe design award, Photography semi finalist, 2008
- Adobe design award, Illustration semi finalist, 2008
- IDEA, Concept design finalist, 2008
- Seoul design olympics, Honorable mention, 2008
- EIDD, Guerrilla marketing selected project, 2008
- 재활기구디자인공모전, 복지문화부장관상, 2008
- Adobe design award, Non-based explorer semi finalist, 2009
- Adobe design award, Illustration honorable mention, 2009
- Seoul design olympics, honorable mention, 2009
- 한글문화상품공모전, 으뜸상(대상), 2009
- 한글문화상품공모전, 아름상(특선), 2009
- 한글문화상품공모전, 좋은상(입선), 2009
- 필스필름스피커공모전, 특선, 2009
- Adobe design award, Illustration winner, 2010
- Adobe design award, non-based explorer semi finalist, 2010
- Adobe design award, Mobile design semi finalist, 2010
- Tivoli Audio design challenge, shortlist, 2010
- IIDA, Packaging design shortlist, 2010
- Seoul design olympics, honorable mention, 2010
- 경기농림진흥재단 막걸리 패키지 공모전, 입선, 2010
- 경기농림진흥재단 막걸리 패키지 공모전, 입선, 2010
- Cut&paste competition, 1st place, 2010
- Red-dot communication, Illustration best of best. 2011
- ADC(art directors club), Illustration gold prize, 2011
- Adobe design award, Print communication semi finalist, 2011
- TDC(Tokyo directors club), selected project, 2011
- Cut&paste competition, 2nd place, 2011
- iF, Concept design winner, 2012
- Adobe design award, Packaging design honorable mention, 2012
- Adobe design award, Packaging design semi finalist, 2012
- Adobe design award, Print communication design semi finalist, 2012
- Adobe design award, Print communication design semi finalist, 2012
- Adobe design award, Illustration semi finalist. 2012
- 대한민국인재상, 대통령상, 2012
- 카카오 브런치북 작가 공모전, 은상, 2018
- Adobe design award, Packaging design  semi finalist, 2013
- Adobe design award, Photography semi finalist, 2013
- iF, professional concept winner, 2019
- IDEA, UX/UI finalist, 2019

- 장순규, 정혜욱. (2013). 디자인 방법론으로서의 일상 경험에 근거한 유기적 스토리텔링, 한국영상학회, 11(4), 67-82. [KCI]
- 장순규, 정혜욱. (2014). 보편적 경험 설계 기반의 창의적 디자인 방법론 도출- 국제 디자인 공모전 반복 수상 작품 사례 분석을 중심으로,  한국영상학회, 12(2), 45-60. [KCI]
- 장순규, 박윤하, 이연준. (2017). 전통 공예의 현대화와 유통 활성화를 위한 협업 사례 연구, 조형디자인학연구, 20(4), 151-165. [KCI]
- 강하영, 윤재영, 김다형, 마에다 란, 손유진, 손희수, 장순규. (2018).투명한 공직(公職)사회를 위한 시민 주도적 참여형 모바일 플랫폼 제안, 커뮤니케이션디자인학연구, 65, 383-394. [KCI]
- 장순규. (2018). 기업 전용서체의 통합(패밀리룩)전략이 브랜드 경험에 미치는 영향 - 삼성과 애플의 디바이스를 중심으로. 커뮤니케이션디자인학연구, 65, 421-432. [KCI]
- 장순규. (2018). 한국의 레트로 디자인 활용 방안으로서 북한의 그래픽 디자인 연구.  커뮤니케이션디자인학연구, 65, 449-460. [KCI]
- 김태우, 장순규. (2019). 효과음의 유형에 따른 청각적 경험이 브랜드 인지에 미치는 영향 연구. 66, 49-60. [KCI]
- 장순규, 이재한. (2019). 골목 장소가 미치는 카페의 브랜드 경험 요인 연구- 소상공인과 프랜차이즈 사례를 중심으로. 커뮤니케이션디자인학연구, 66, 345-356. [KCI]
- 서정호, 장순규, 전수진. (2019). 모바일 제보 서비스의 UX·UI 개선을 통한 사용자 참여 변화 연구. 커뮤니케이션디자인학연구, 66, 88-98. [KCI]
- 장순규. (2019). AR 사용자 캐릭터의 표현에 있어 현실성 반영의 척도가 미치는 선호도 연구. 커뮤니케이션디자인학연구, 67, 240-250. [KCI]
- 장순규, 이슬빛나. (2019). 일본만화 불법 공유사이트의 합법적 운영을 위한 웹툰 서비스 연구. 커뮤니케이션디자인학연구, 67, 289-299. [KCI]
- 장순규. (2019). 한글 된소리의 로마자 표현을 위한 디자인적 관점의 기호 연구. 커뮤니케이션디자인학연구, 68, 152-162. [KCI]
- 장순규, 이지훈. (2019). AI 음성비서의 사투리 구사가 사용자의 친밀감과 사용성에 미치는 영향. Archives of Design Research, 32(4), 71-83. [SCOPUS]
- 장순규, 김태우, 김신희. (2020). 통합된 운전자 스티커 디자인 활용에 대한 연구. 커뮤니케이션디자인학연구, 70, 109-118. [KCI]
- 장순규, 윤재영. (2020). 스마트폰 전면에서 물리적 컨트롤(홈버튼)의 존재가 사용성과 사용자 경험에 미치는 영향. Archives of Design Research, 33(2), 137-153. [SCOPUS]
- 장순규, 김슬기. (2020). 소멸위기 언어 보존을 위한 VUI 기반 서비스의 활용 가능성 연구 - 제주방언의 번역 서비스를 중심으로. 한국HCI학회 논문지. 15(2). 47-55. [KCI]
- 장순규. (2021). 프라이버시 보호를 위한 폴더블 폰의 접이식 스크린 활용에 대한 사용자 경험 연구. Archives of Design Research, 34(2), 121-131. [SCOPUS]
- 장순규, 김나영. (2021). 크라우드 펀딩의 투자에서 환불 옵션이 사용자 경험에 미치는 영향. 커뮤니케이션디자인학연구, 76, 275 - 288. [KCI]
- 장순규, 윤재영. (2021). 스마트 폰에서 물리적 홈 버튼 존재에 따른 미니멀리즘 표현의 정도가 미치는 사용자 경험 연구 - 아이폰 사례를 중심으로. 한국HCI학회 논문지. 16(3). 27-35. [KCI]
- 장순규, 김윤수. (2022). 스마트폰에서 사용자 취향에 따라 분류한 다계정 활용의 사용자 경험 연구. 한국HCI학회 논문지. 16(4). 5-12. [KCI]
- 장순규, 김윤수. (2022). 디자인 연구소의 디자인 사고에 대한 성과 측정을 위한 MBO 평가 개선에 대한 연구. Archives of Design Research, 35(2), 167-179. [SCOPUS]
- 장순규. (2022). 한의원의 디자인 전략을 위한 뉴트로 기반 브랜드 디자인 연구. 커뮤니케이션디자인학연구, 81, 495-507. [KCI]
- 김무경, 장순규. (2022). 비대면 제사 서비스에 대한 사용자 경험 연구. 아시아태평양융합연구교류논문지, 8(12), 331-343. [KCI]
- 이서희, 박효경, 정유진, 장순규. (2022). 사투리 기반의 공공기관 키오스크 사용자 경험 연구 : 대구를 중심으로. 아시아태평양융합연구교류논문지, 9(1), 179-190. [KCI]
- 김윤수, 장순규. (2023). 부동산 관련 세금 납부 서비스의 의도하지 않은 다크 패턴 디자인 상황 분석 및 개선. 커뮤니케이션디자인학연구, 82, 93-106. [KCI]
- 권민지, 김용환, 이한나, 조희창, 장순규. (2023). 동물권 개선을 위한 메타버스 기반의 서비스 활용 연구, 커뮤니케이션디자인학연구. 82, 261-274. [KCI]
- 김용환, 곽나영, 전병현, 장순규. (2023). 2인 이상 탑승 상황에서 공유 킥보드 운행 정지에 대한 시각적 정보 전달의 사용자 경험 연구. 디자인웍스, 6(1), 26-36. [KCI]
- 상군, 고붕, 마종우, 량류, 후가희, 장순규. (2023). SNS에서 포스터 디자인의 비율 변화가 사용자 경험에 미치는 영향 -인스타그램을 중심으로. 미래연구, 6, 149-175. [KCI 후보]
- 장순규, 한상만, 황현택. (2023). 그래픽 디자인 전공의 전문가 양성을 위한 교과목 연계 기반 커리큘럼 방향성 연구. 커뮤니케이션디자인학회, 83, 7-21. [KCI]
- 장순규, 박혜주. (2023). 그래픽 디자인 전공에서 프로덕트 디자인의 교과목 수립을 위한 기준 연구. 대학연구, 2(1), 19-36.
- 장순규, 서정호. (2023).  AI 어시스턴트의 반말 구사 요청의 언어적 표현의 차이에 대한 사용자 경험 연구. Archives of Design Research, 36(4), 255-269. [SCOPUS]
- 엄예진, 권민지, 김재휘, 신혜은, 조희창, 장순규. (2023). 반려 동물 주인과 동물의 밤산책을 위한 소셜 매칭 서비스 연구. 디자인웍스, 6(4), 20-28. [KCI]
- 장순규, 권민지, 여지민, 이한나, 최은우. (2023). 만화 작가 화풍을 바탕으로 한 생성 AI의 구독제 서비스 탐구. 미래문화, 8,30-52. [KCI 후보]
- Jang, S., & Kim, Y. (2023). How does physical affordance affect the smartphone user experience? Regarding usability and psychology. International Journal of Asia Digital Art and Design Association. 27(4), 49-59. [SCOPUS, J-STAGE]
- Suh, J., Hong, S., & Jang, S. (2023). Facial Expression Analysis of Kim Ju-ae, North Korea Kim Jong-un's Daughter, Using Artificial Intelligence (AI) Vision Focusing on press photographs from the Korean Central News Agency and Rodong Sinmun. International Journal of Asia Digital Art and Design Association. 27(4), 60-70. [SCOPUS, J-STAGE]

- 강우성 , 김지홍 , 손영아 , 이상윤 , 장순규(대표저자). 크리에이티브 아트웍 3: 포토샵. 퓨처미디어 (2011)
- 장순규. AI, 그리고 창작의 선. 퍼플 (2023)
- 장순규, 권민지, 이한나. 엑스포 아카이브 1, 부족하면 부족한 대로 대구에서 UX 디자인 하기. 부크크 (2024)

- 계명대학교 미술대학 시각디자인전공 교수, 2022 ~
- 삼성전자 디자인경영센터 UX 디자이너, 2013 ~ 2022
- 삼성전자 디자인멤버십 그래픽 디자이너, 2011 ~ 2012
- LG전자 지니어스디자인멤버십 그래픽 디자이너, 2010 ~ 2011
- 바이널(Vinyl) 웹, UI 디자이너, 2007 ~ 2009

1. ↑  “공감을 전하는 이야기와 이야기를 담은 디자인, 디자이너 장순규”. 타이포그래피서울. 2012년 12월 20일. http://www.typographyseoul.com/news/detail/299에 확인함. [깨진 링크(과거 내용 찾기)]
2. ↑  “장순규(시각디자인63) = 계명대학교 미술대학 시각디자인과 전임 교수로 임용”. 단국대학교 총동창회. https://www.dankook.or.kr/dankook-d/?q=YToyOntzOjEyOiJrZXl3b3JkX3R5cGUiO3M6MzoiYWxsIjtzOjQ6InBhZ2UiO2k6Mjt9&bmode=view&idx=10860571&t=board에 확인함.
3. ↑  “Members’ Talk 장순규(19기)”. 《How We Affect》. 삼성전자디자인멤버십. https://design.samsung.com/kr/contents/sdm/how-we-affect.html에 확인함.
4. ↑  박진태 (2012년 10월 24일). “단국대 디자인전공 장순규씨, 대한민국 인재상 수상”. 이투데이. https://www.etoday.co.kr/news/view/645377에 확인함.
5. ↑  “[갤러리뚱] '8FEAT' 아티스트 릴레이 전시, 그래픽 디자이너 장순규 ＜반전＞”. 타이포그래피서울. 2015년 7월 17일. 2022년 5월 14일에 원본 문서에서 보존된 문서. http://www.typographyseoul.com/news/detail/904에 확인함.
6. 1 2  고우리 (2012년 5월 15일). “세계 3대 디자인 어워드 석권한 장순규 동문”. 단대신문. 2022년 5월 14일에 원본 문서에서 보존된 문서. http://www.typographyseoul.com/news/detail/904에 확인함.
7. ↑  Lada, Diala (2010년 10월 24일). “Adobe celebrates winners of 10th Annual Design Achievement Awards”. International Council of Design. https://www.theicod.org/resources/news-archive/adobe-celebrates-winners-of-10th-annual-design-achievement-awards에 확인함.
8. ↑  “Art Directors Club announces winners at annual awards”. 2011년 4월 28일. https://www.mediaupdate.co.za/media/36638/art-directors-club-announces-winners-at-annual-awards에 확인함.
9. ↑  “SEOUL · REVIEW: CUT&PASTE FINAL STARTLING DESIGN FEST”. 2012년 12월 21일. SEOUL · REVIEW: CUT&PASTE FINAL STARTLING DESIGN FEST에 확인함.
10. ↑  황소영 (2015년 7월 17일). “[갤러리뚱] '8FEAT' 아티스트 릴레이 전시, 그래픽 디자이너 장순규 '반전'”. 윤디자인연구소. https://www.yoondesign-m.com/559에 확인함.
11. ↑  “한국 디자인문화교류 단체전<이때다 2010>”. 디자인정글. https://www.jungle.co.kr/exhibit/3762에 확인함.
12. ↑  “韓日クリエイター合同展示会”. 2011년 1월 12일. https://www.design-center.co.jp/news_event/event_archive/events/event_2011.html#event_10에 확인함.
13. ↑  권예은, 김상천 (2010년 11월 16일). “영어 못해도 세계인들과 소통할 수 있어요”. http://dknews.dankook.ac.kr/news/articleView.html?idxno=9764에 확인함.
14. 1 2  “Soonkyu Jang Portfolio”. 《Award》. 2023년 3월 30일에 원본 문서에서 보존된 문서. https://www.jeanskyu.com/awards에 확인함.
15. ↑  “수상 경력”. 《Likned in》. https://www.linkedin.com/in/jeanskyu에 확인함.
16. ↑  “KCI 국내학술지 인용색인”. https://www.kci.go.kr/kciportal/po/search/poArtiSearList.kci에 확인함.